# Haus Gebauer
Das Haus Gebauer steht im Bischofsweg 30, im Stadtteil Zitzschewig der sächsischen Stadt Radebeul. Es gehört heute zum Denkmalschutzgebiet Historische Weinberglandschaft Radebeul, der Denkmalschutz bestand schon zu DDR-Zeiten.

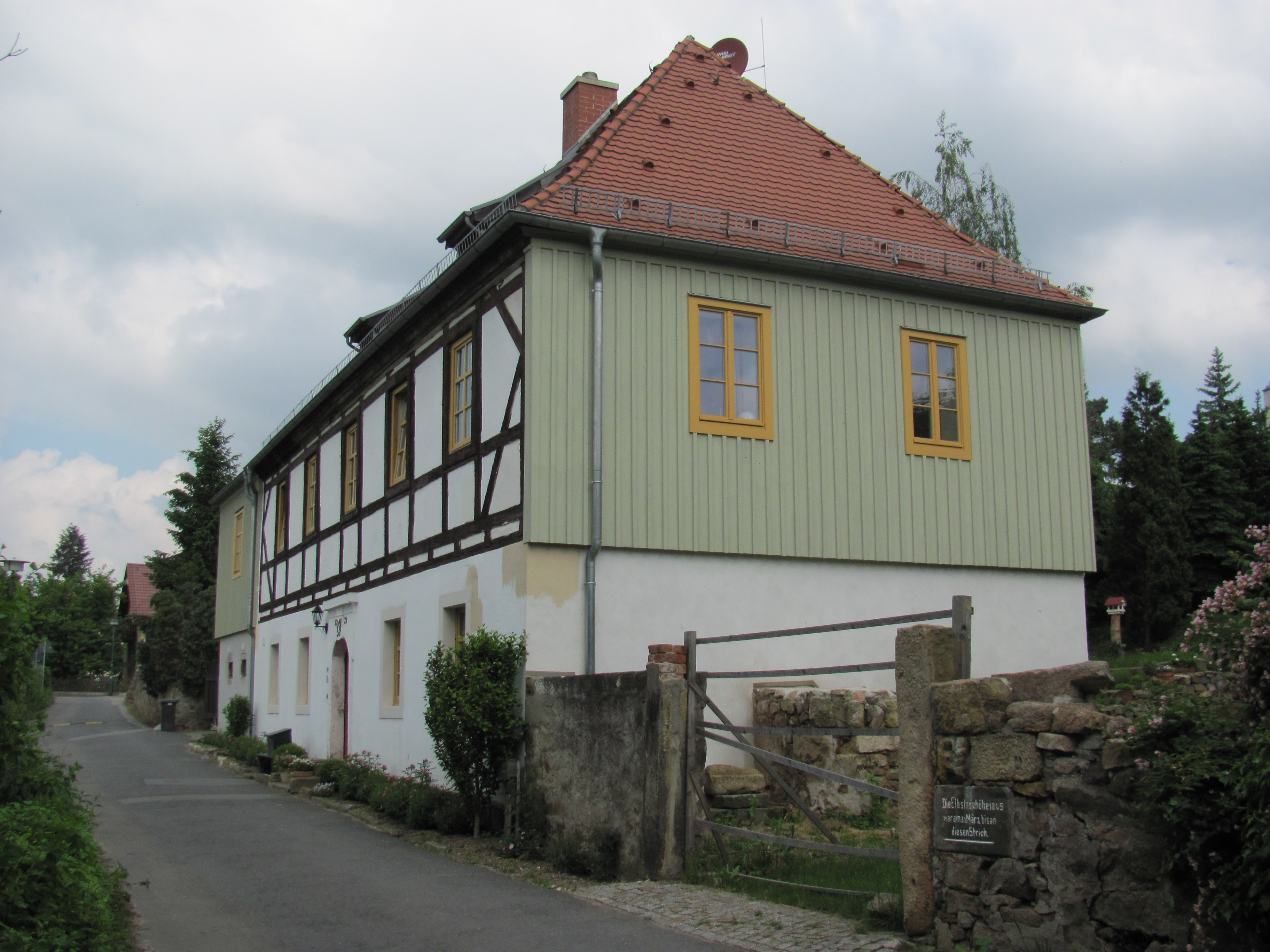
Haus Gebauer mit Hochwassermarke (rechts unten)

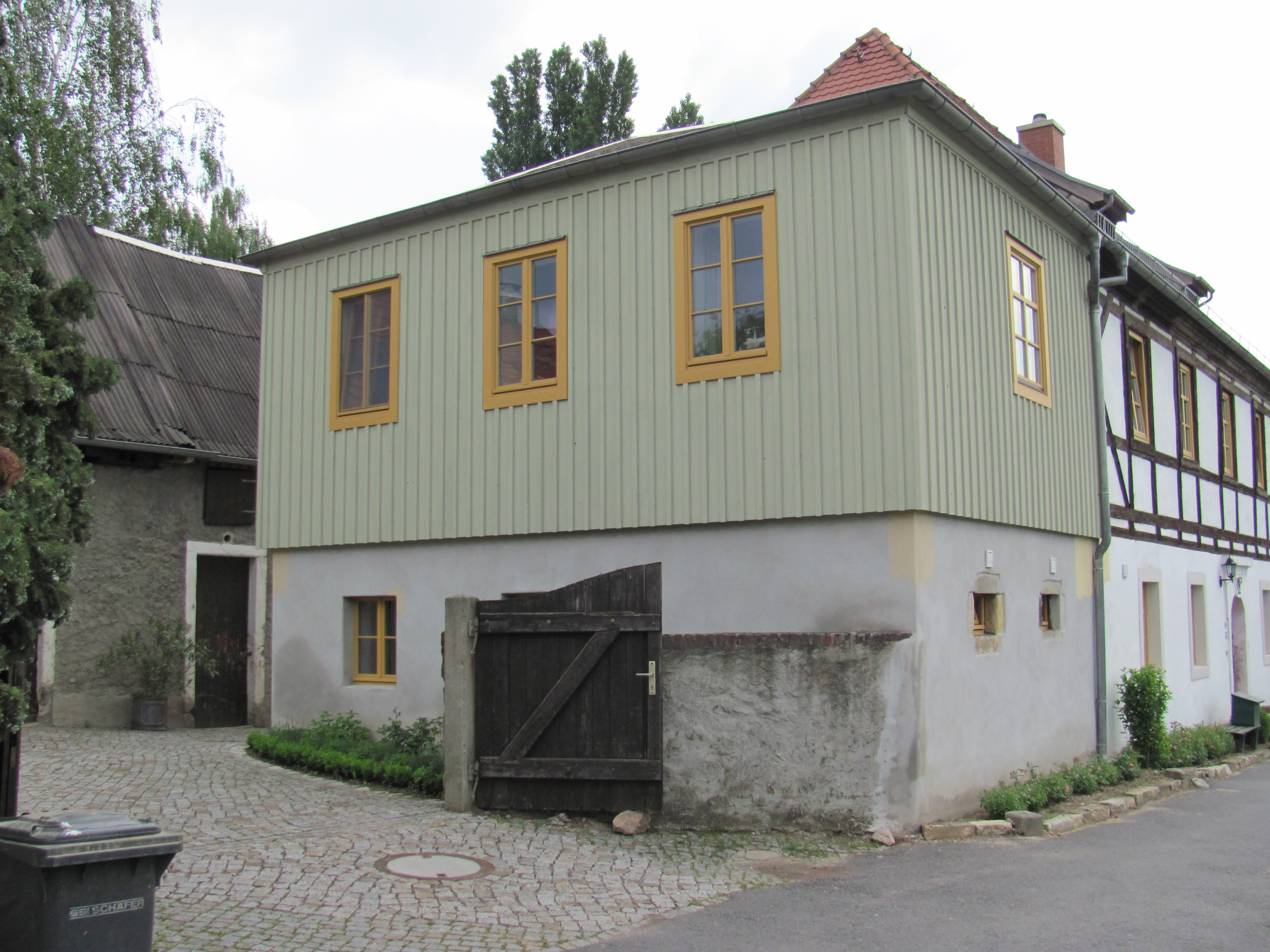
Haus Gebauer mit Anbau und Tor

## Beschreibung
Das mit Anbau, Hochwassermarke, rückwärtiger Scheune und Einfriedung denkmalgeschützte Winzerhaus liegt direkt nördlich des Dorfkerns von Altzitzschewig. Weiter östlich an derselben Straße liegt die Bischofspresse, gleich weit entfernt im Norden das Hohenhaus.
Das zweigeschossige Winzerhaus steht traufständig in der Straßenflucht. Es hat ein massives, verputztes Erdgeschoss sowie ein Fachwerk im Obergeschoss. Obenauf sitzt ein ziegelgedecktes, hohes Walmdach mit zwei Schleppgauben. In der Mitte der gleichmäßig gereihten, fünfachsigen Straßenansicht sitzt im Erdgeschoss ein leicht vortretendes, korbbogiges Türportal mit einem Schlussstein sowie einer Verdachung darüber. Neben dem Schlussstein findet sich die Datierung auf 1721.
Nahebei befindet sich an einer Mauer eine Hochwassermarke von 1845, die den Stand der Sächsischen Sintflut vom 31. März 1845 anzeigt. Über diese „merkwürdigsten Wasser“ verwahrt das Stadtarchiv Radebeul Aufzeichnungen im fünfbändigen Tagebuch des Winzers, Bergvogts der Hoflößnitz und Ortschronisten Johann Gottlob Mehlig (1809–1870).

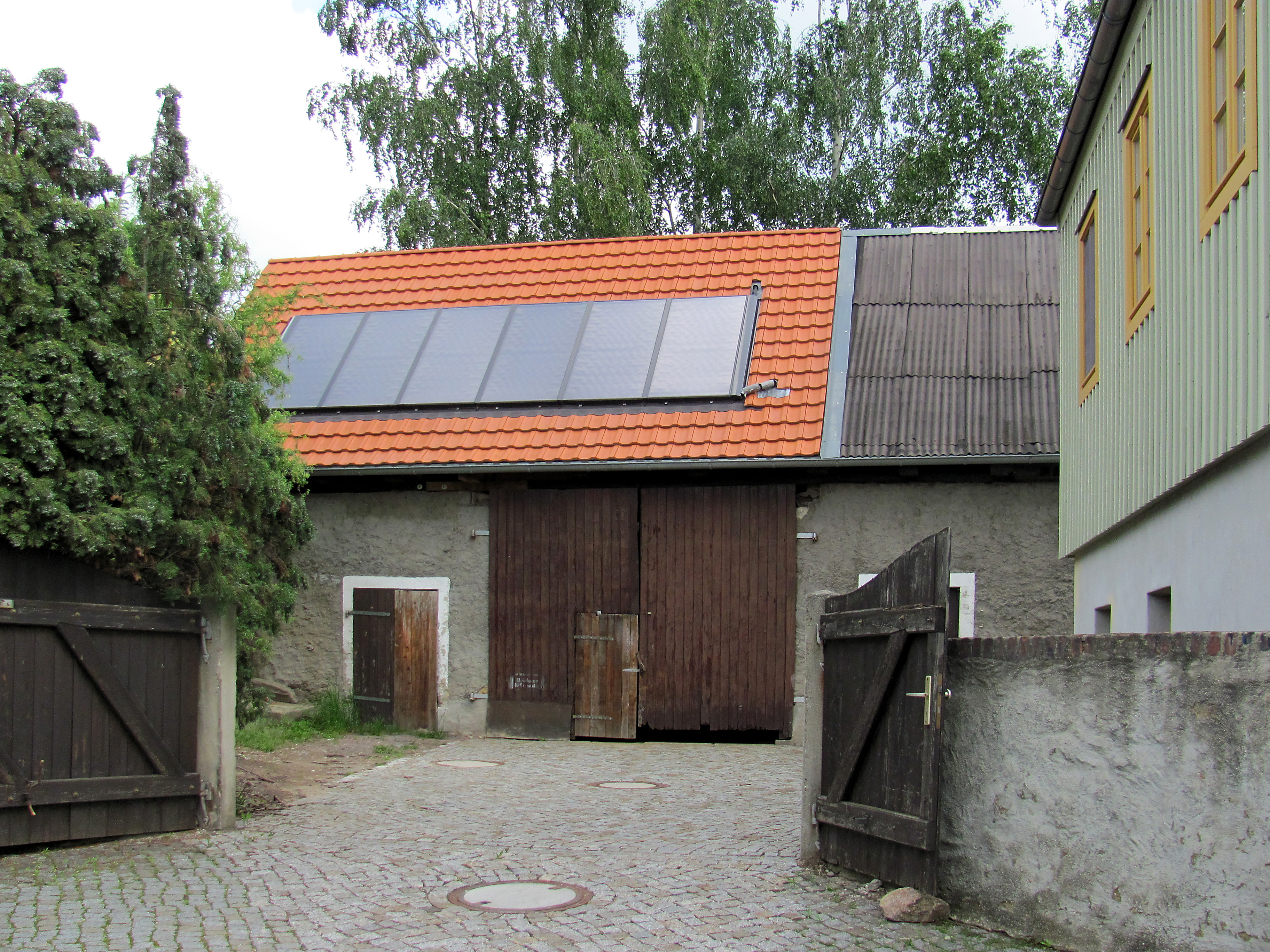
Haus Gebauer: Scheune hinter dem Haus
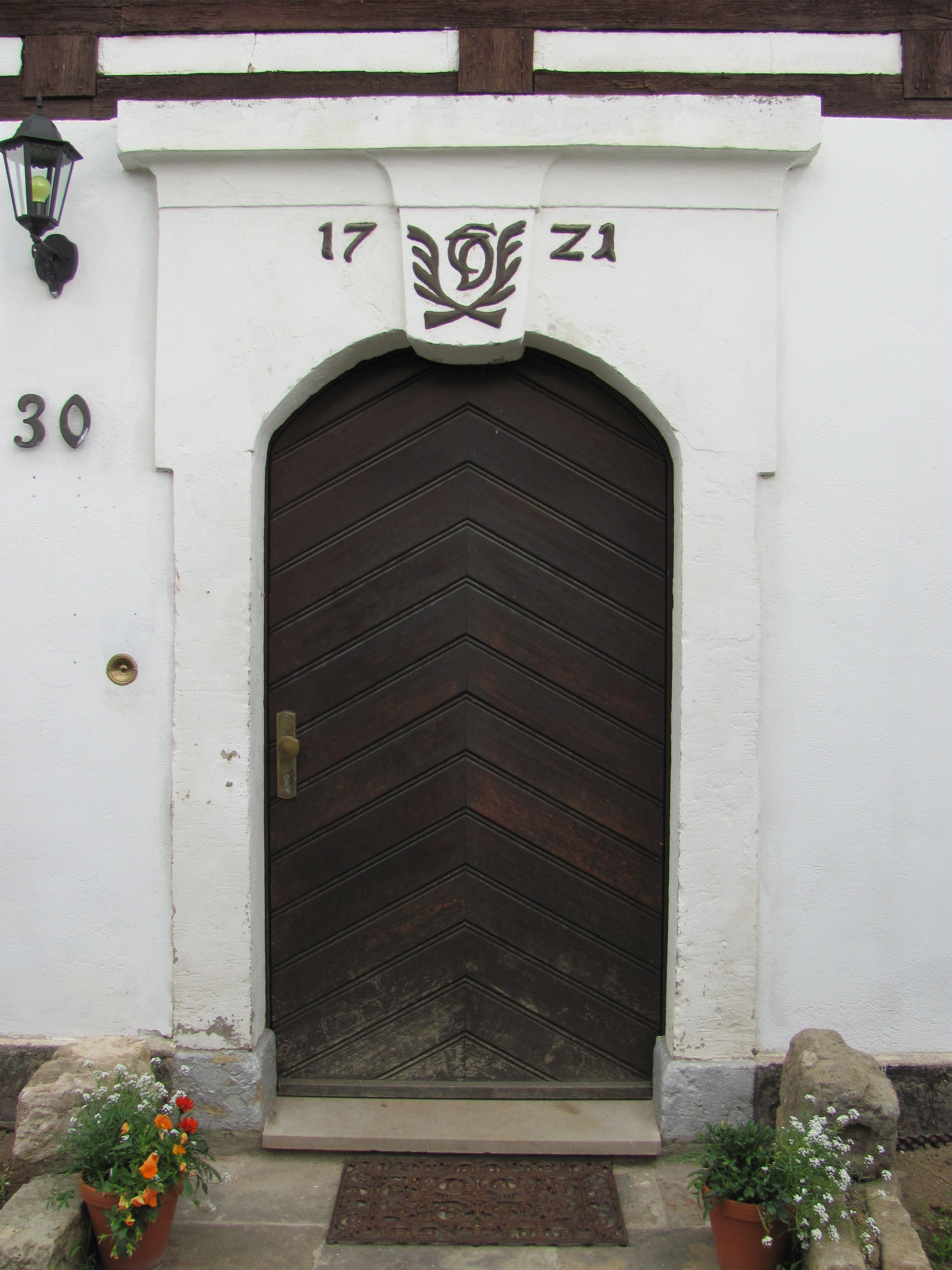
Eingangstür mit Datierung von 1721
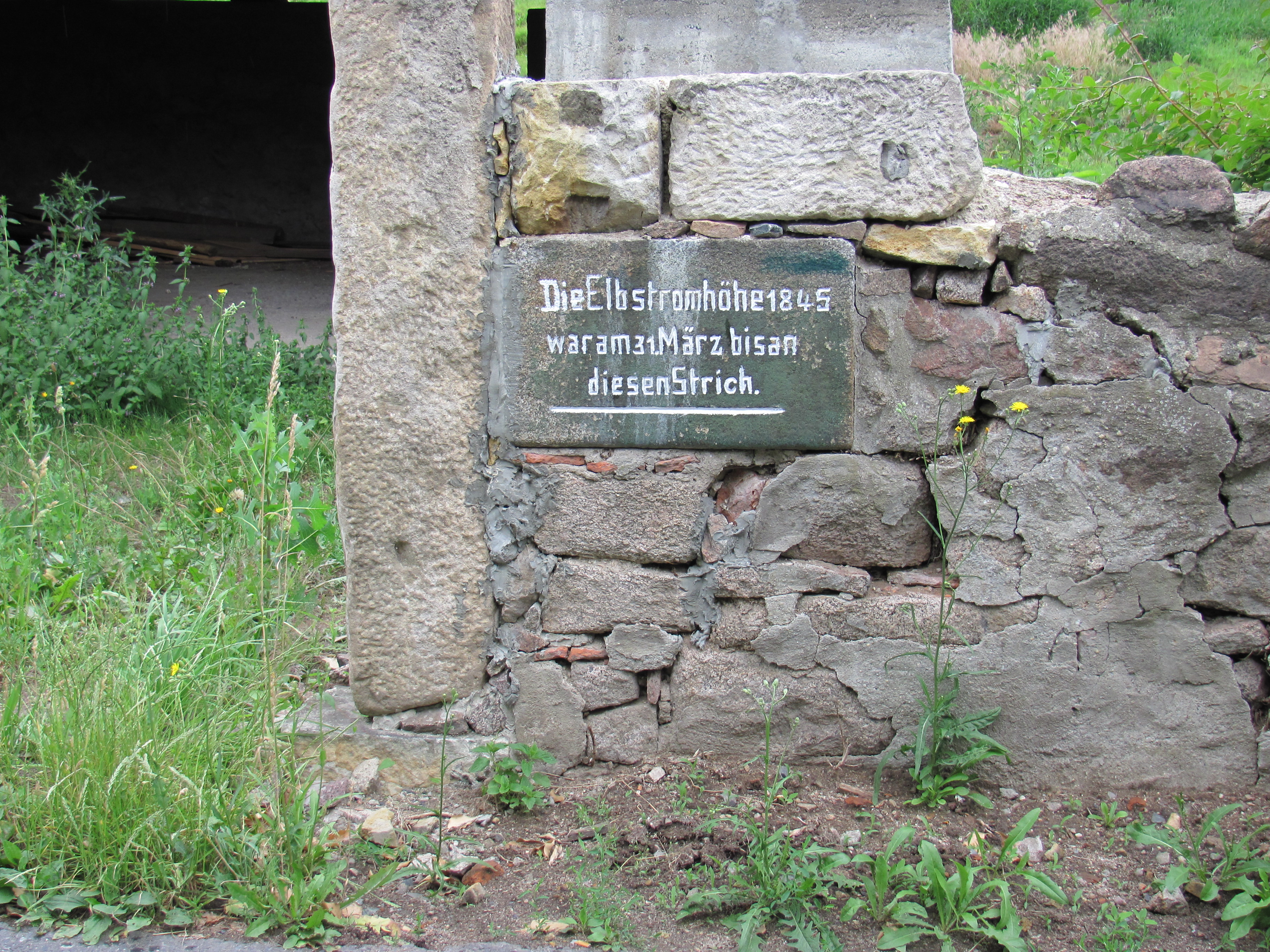
Hochwassermarke von 1845 an der östlichen Einfriedung
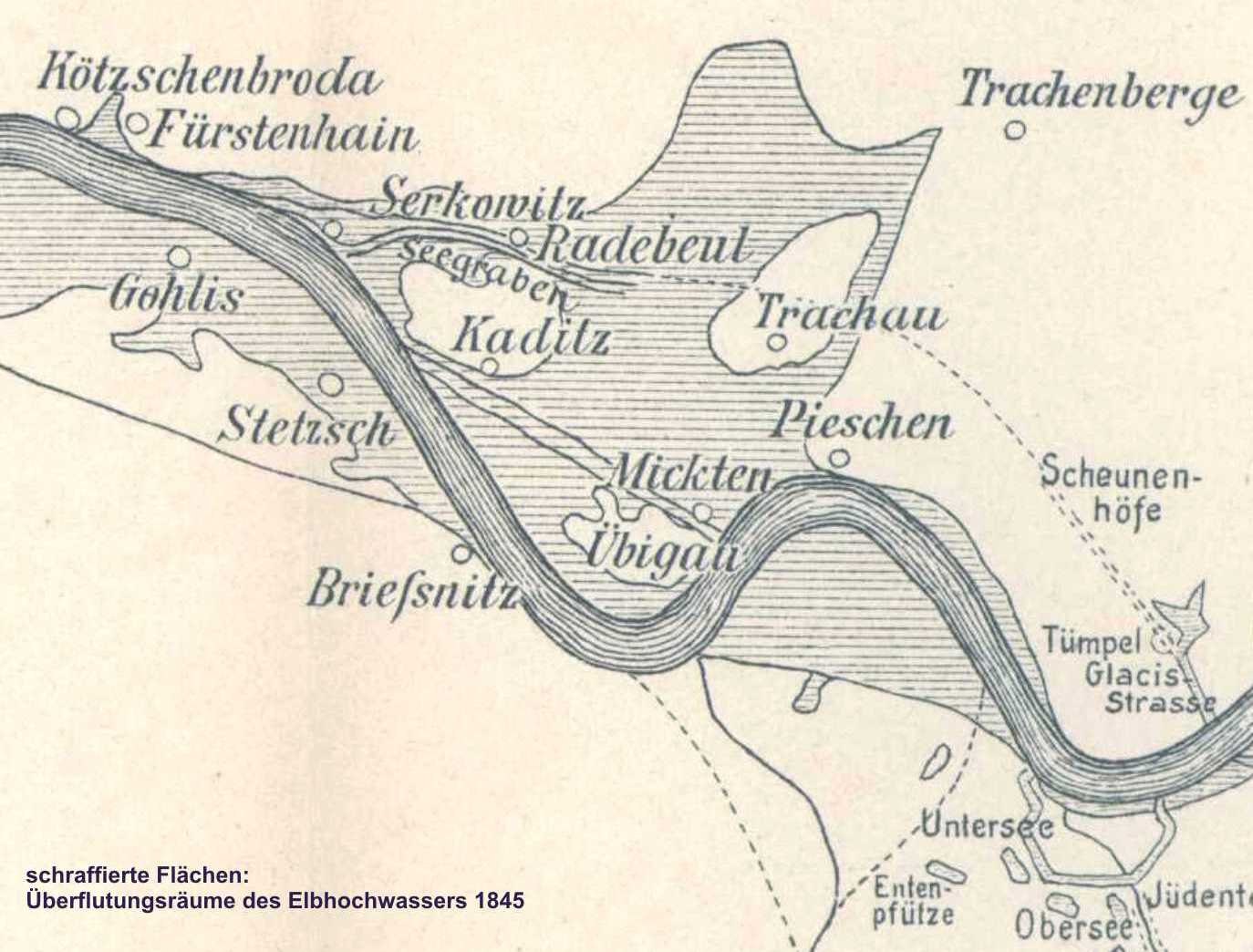
Karte der überfluteten Fläche im nordwestlichen Dresden und in Radebeul